# Antonín Kasper (junior)
Antonín „Toni“ Kasper (5. prosince 1962 Praha – 30. července 2006) byl český plochodrážní jezdec. Čtyřikrát se účastnil mistrovství světa, přičemž nejlépe se umístil na 12. místě v roce 1987. Byl prvním Čechem, který se účastnil plochodrážní Grand Prix, i zde dosáhl jako nejlepšího umístění 12. místo. K jeho dalším úspěchům patří titul juniorského mistra Evropy z roku 1982, Zlatá přilba 1991 a stříbro z MS družstev 1999.
Byl synem jiného plochodrážního závodníka Antonína Kaspera, který závodil především v 70. letech 20. století.
Po ukončení sportovní kariéry v roce 2002 zastával Antonín Kasper jr. funkci manažera v klubu na Markétě v Praze-Břevnově.
Zemřel 30. července 2006 ve věku 43 let po těžké nemoci. Je pohřben na Šáreckém hřbitově (hrob 2-2 58).

## Další aktivity
Jako dítě účinkoval ve dvou filmech (My tři a pes z Pětipes, Vlak do stanice Nebe).

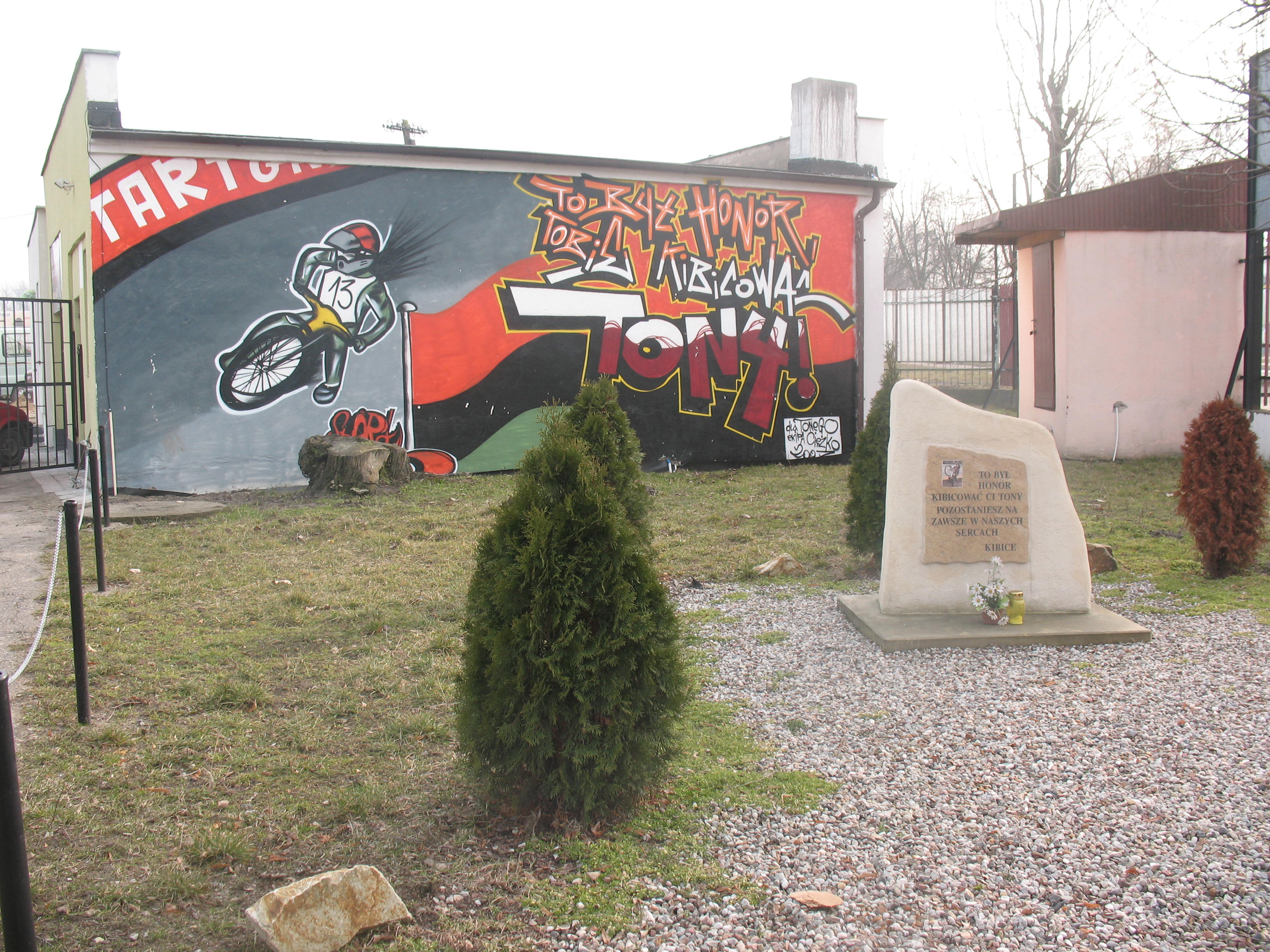
Pomník na plochodrážním stadionu v polském městě Hnězdno

## Památka
Pomník má na plochodrážním stadionu v polském městě Hnězdno.
Je pohřben na Šáreckém hřbitově.